# Миллин, Билл
Уильям «Билл» Миллин (англ. William "Bill" Millin; 14 июля 1922, Реджайна — 17 августа 2010, Торбей) — британский волынщик, личный волынщик Саймона Фрэйзера, 15-го лорда Ловата, командира 1-й бригады особого назначения; участник высадки в Нормандии во время Второй мировой войны.

## Биография

### Ранние годы
Билл Миллин родился 14 июля 1922 года в городе Реджайна, столице провинции Саскачеван (Канада), в семье шотландского происхождения (отец — шотландец, переехал в Глазго с семьёй, когда Биллу было 3 года, и стал работать полицейским). Учился в школе в квартале Шеттлстон. Проходил службу в резерве Британской армии в Форт-Уильяме, куда переехала его семья. Играл на волынке в Хайлендском лёгком пехотном полку и полку личных Её Величества камеронских хайлендеров. Позднее перешёл на службу в подразделение коммандос, под руководством Саймона Фрэйзера проходил обучение в лагере в Акнакерри с французскими, голландскими, бельгийскими, польскими, норвежскими и чехословацкими добровольцами.

### Во Второй мировой войне

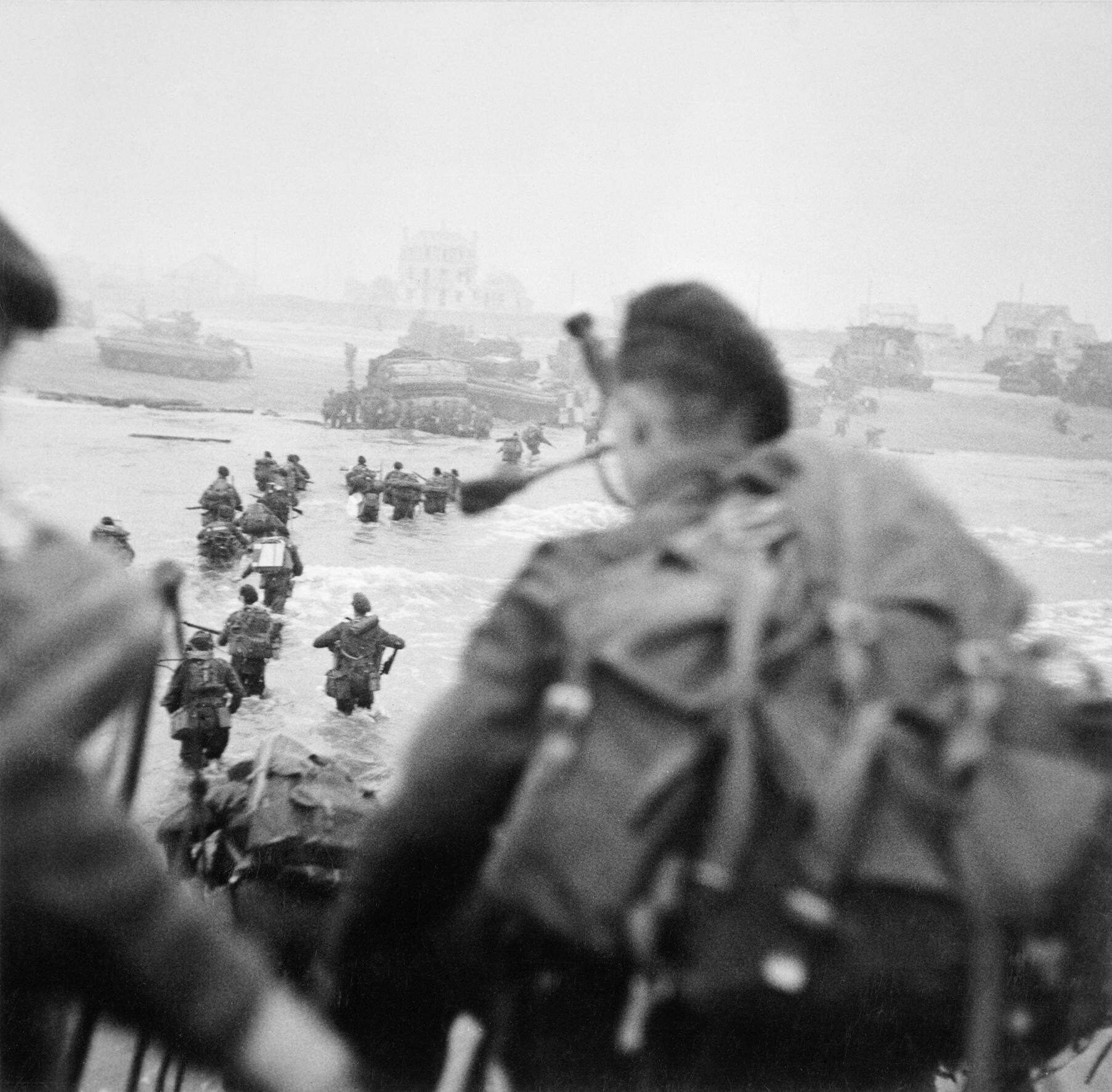
Высадка на Суорд-бич: Миллин на переднем плане справа, Ловат идёт справа от колонны

Миллин известен тем, что во время высадки в Нормандии играл на волынке, несмотря на плотный огонь противника. Волынщики обычно использовались в боях шотландскими и ирландскими солдатами, а во время Второй мировой войны использование волынщиков в операциях было строго ограничено. Однако лорд Ловат проигнорировал эти распоряжения и приказал 21-летнему Миллину играть, объяснив, что в военном министерстве заседают англичане, которые шотландцам не указ (Фрэйзер сам был шотландцем по происхождению). Миллин играл две мелодии: «Hielan' Laddie» (с англ. — «Паренёк с шотландских гор») и «The Road to the Isles» (с англ. — «Дорога к островам»). Он продолжал это делать, несмотря на то, что его сослуживцы падали на землю убитыми или ранеными. Миллин невероятным образом остался жив и уже потом рассказывал, что разговаривал с пленными немецкими снайперами, и те объяснили: несмотря на то, что волынщик был лёгкой мишенью для снайперов, немцы сочли его за сумасшедшего, поэтому и не стреляли.
Билл Миллин стал единственным солдатом-участником высадки, надевшим перед высадкой килт (клан Кэмерон). Этот килт носил ещё его отец, когда сражался во Фландрии во время Первой мировой войны. Оружия у Миллина как такового не было в момент высадки, за исключением стандартного кинжала скин ду, который носился за подвязкой правого гольфа. Следуя старой шотландской традиции, Миллин не надел нижнего белья под килт, а в разговоре с Питером Кэддиком-Адамсом он сознался, что после прыжка в воды Ла-Манша от холода у него перехватило дыхание.
Ловат и Миллин дошли до моста Пегаса, который защищался силами 2-го батальона Оксфордширского и Букингемширского лёгкого пехотного полка (6-я воздушно-десантная дивизия), высадившегося чуть ранее. Они очутились там на час позже положенного срока и прошли маршем по мосту под звуки волынки и под шквальный огонь противника: 12 человек погибли от ранений в голову, поскольку были защищены только беретами. Последующие подразделения коммандос продвигались уже со шлемами на головах.
В память об участии Миллина его волынка стала экспонатом музея Доулиша, а часть язычковых трубок, которые он использовал уже позднее в боях во Франции, отправилась в музей моста Пегас.

### После войны
Миллин служил в составе 1-й бригады особого назначения британских коммандос в Нидерландах и Германии, пока не был демобилизован в 1946 году и не отправился работать в имение лорда Ловата. В 1950-е годы он стал работать санитаром в психиатрической лечебнице Глазго, затем переехал на юг в Девон и в 1988 году окончательно ушёл на пенсию. Он неоднократно совершал поездки в Нормандию на памятные мероприятия, а в июне 2009 года был награждён французским Почётным крестом за храбрость.
Миллин скончался 17 августа 2010 года в Торбее в возрасте 88 лет от последствий инсульта. Его супруга Маргарет Доудел, уроженка Эдинбурга, умерла в 2000 году. Их пережил сын Джон.

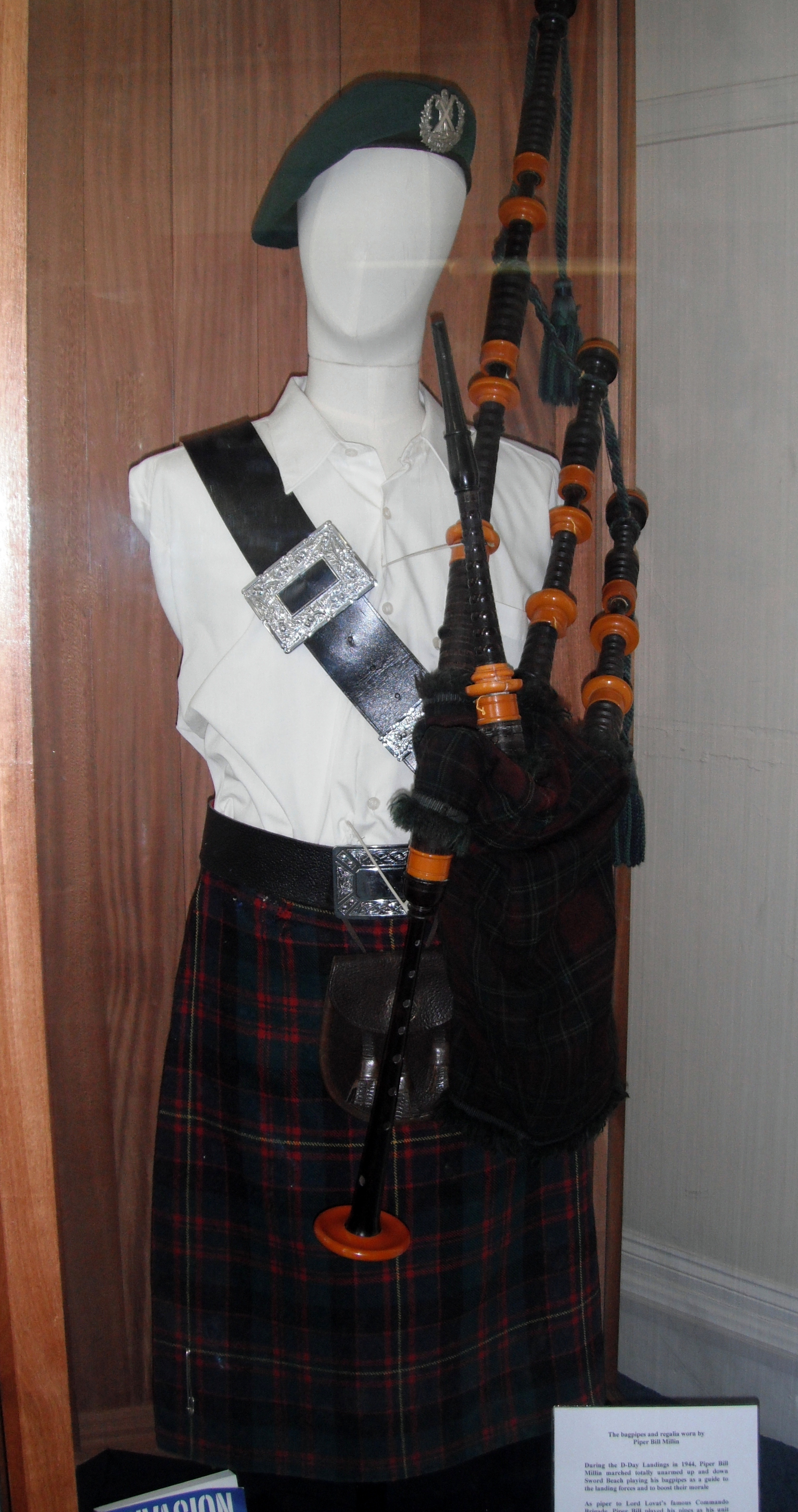
Волынка Билла Миллина в музее Доулиша вместе с его головным убором и килтом

## Память
- В 2006 году шотландский фолк-певец Шилаг Аллен (англ. Sheelagh Allen) написал песню «The Highland Piper» (с англ. — «Горец-волынщик») в честь Миллина[13].
- В 1962 году в фильме «Самый длинный день» роль Билла Миллина исполнил волынщик Лесли де Ласпи (англ. Leslie de Laspee), который был личным волынщиком Королевы-матери[14].
- Одна из волынок Миллина выставлена в памятном музее моста Пегас во французском Ранвилле[15], вторая — в музее Доулиша[16]. Волынку музею Доулиша Миллин передал в 2004 году к 60-летию высадки в Нормандии вместе со своим килтом, головным убором и кинжалом-дирком: на выставке посетителям представляются также фотографии с Миллином на нормандских пляжах и видеозаписи, рассказывающие о его участии[17].
- Музей Доулиша получил письменное заверение от Миллина, что на представленном экспонате волынщик действительно играл в день высадки (второй использовался уже после захвата моста Пегаса). Несмотря на это, многие по ошибке считают, что подлинная волынка, на которой играл Миллин в «судный день», находится во Франции. Вице-президент музея Доулиша Эндрю Райт неоднократно заверял, что подлинный вариант хранится в Великобритании, а пресса просто исказила информацию по той причине, что оригинальная волынка Билла через несколько дней после высадки была повреждена. К тому же у Билла были «трубки для кампании», которые были подарены музею Бенувилля в 1974 году и посетители по ошибке приняли их за оригинальные[9].

- 8 июня 2013 в местечке Колльвилль-Монтгомери был открыт памятник Биллу Миллину при поддержке Королевского британского легиона Доулиша и Джона Миллина[18][19]. Стоимость статуи составила 50 тысяч фунтов стерлингов, автором был Гэтан Адер (фр. Gaetan Ader), а сбор средств вёлся более четырёх лет.
- 7 августа 2013 в программе The One Show[англ.] на BBC One был показан фильм о сыне Билла, Джоне, который играл на волынке в день открытия памятника во Франции. В прямом эфире репортёр Ларри Ламб подтвердил, что оригинальные униформа и волынка находятся в Девоне, в музее Доулиша. В фильме были показаны более 500 волынщиков из 21 страны, участвовавших в церемонии открытии памятника[20].
- Канадская кельтик-панк-рок-группа The Real McKenzies записала песню в честь Билла Миллина «My Head Is Filled with Music», вошедшую на альбом 2012 года Westwinds.
- Шведская пауэр-метал-группа Civil War посвятила Биллу Миллину песню «The Mad Piper» с альбома 2015 года Gods And Generals.